# Даунс, Деванте
Деванте Джонстон Даунс (англ. Devante Johnston Downs; 18 октября 1995, Маунтлейк-Террас, Вашингтон) — профессиональный американский футболист, выступающий на позиции лайнбекера. Выступал в НФЛ за «Миннесоту Вайкингс» и «Нью-Йорк Джайентс». На студенческом уровне играл за команду Калифорнийского университета в Беркли. На драфте НФЛ 2018 года был выбран в седьмом раунде.

## Биография
Деванте Даунс родился 18 октября 1995 года в городе Маунтлейк-Террас в штате Вашингтон. С 2010 по 2013 год там же он учился в старшей школе. За футбольную команду «Маунтлейк-Террас Хокс» он играл на позициях лайнбекера и раннинбека. Несколько раз Даунса включали в состав сборной звёзд лиги. После окончания школы он получил приглашение на матч всех звёзд школьного футбола, но не смог принять в нём участие из-за травмы. Сайты ESPN, Scout и Rivals включали его в пятёрку лучших молодых игроков штата. После окончания школы Даунс поступил в Калифорнийский университет в Беркли.

### Любительская карьера
В футбольном турнире NCAA Даунс дебютировал в 2014 году, став одним из пяти новичков команды, сыгравших во всех двенадцати играх команды. Он сделал 34 захвата, три сэка и пять захватов с потерей ярдов. В 2015 году он принял участие в девяти матчах, пропустив концовку сезону из-за травмы.
В сезоне 2016 года Даунс стал игроком стартового состава команды и лучшим в её составе по числу захватов. По среднему количеству захватов за игру он вошёл в десятку лидеров конференции Pac-12. Перед началом турнира 2017 года его включали в число возможных претендентов на индивидуальные награды лучшему защитнику и лайнбекеру студенческого футбола. Даунс сыграл только в семи матчах, пропустив заключительный этап из-за травмы, но вошёл в число лидеров команды по основным статистическим показателям. Всего за карьеру в университете он провёл сорок матчей, двадцать из них в стартовом составе. В декабре 2017 года Даунс получил диплом бакалавра по специальности «правоведение».

#### Статистика выступлений в NCAA
| Сезон | Команда                 | Игры | Захваты | Захваты | Захваты | Захваты | Захваты | Перехваты | Перехваты | Перехваты | Перехваты | Перехваты | Фамблы | Фамблы | Фамблы | Фамблы |
| Сезон | Команда                 | Игры | Solo    | Ast     | Tot     | Loss    | Sk      | Int       | Yds       | Y/R       | TD        | PD        | FR     | Yds    | TD     | FF     |
| ----- | ----------------------- | ---- | ------- | ------- | ------- | ------- | ------- | --------- | --------- | --------- | --------- | --------- | ------ | ------ | ------ | ------ |
| 2014  | Калифорния Голден Беарс | 12   | 19      | 15      | 34      | 5,0     | 3,0     | 0         | 0         | 0,0       | 0         | 0         | 0      | 0      | 0      | 0      |
| 2015  | Калифорния Голден Беарс | 9    | 13      | 16      | 29      | 0,5     | 0,0     | 2         | 8         | 4,0       | 1         | 0         | 1      | 0      | 0      | 1      |
| 2016  | Калифорния Голден Беарс | 12   | 42      | 41      | 83      | 3,5     | 2,0     | 1         | 12        | 12,0      | 0         | 2         | 0      | 0      | 0      | 0      |
| 2017  | Калифорния Голден Беарс | 7    | 36      | 29      | 65      | 5,5     | 3,0     | 2         | 39        | 19,5      | 0         | 0         | 2      | 0      | 0      | 2      |
| Всего | Всего                   | 40   | 110     | 101     | 211     | 14,5    | 8,0     | 5         | 59        | 11,8      | 1         | 2         | 3      | 0      | 0      | 3      |

### Профессиональная карьера
Опасения по поводу возможных последствий травмы колена привели к тому, что на драфте НФЛ 2018 года Даунс был выбран «Миннесотой» только в седьмом раунде. В мае он подписал с клубом четырёхлетний контракт на сумму 2,5 млн долларов. В регулярном чемпионате 2018 года Даунс принял участие в одиннадцати матчах, выходя на поле в составе специальных команд. В 2019 году он выходил на поле в матчах второй и третьей недели, а затем был выставлен на драфт отказов. В октябре он стал игроком тренировочного состава «Нью-Йорк Джайентс». До конца сезона Даунс сыграл в семи матчах в роли игрока специальных команд. Летом 2020 года во время сборов он выиграл борьбу за место в составе и составил тандем внутренних лайнбекеров «Джайентс» вместе с Блейком Мартинесом. В первой части регулярного чемпионата он провёл восемь матчей в стартовом составе, затем игровое время Даунса сократилось в пользу восстановившегося после травмы Дэвида Майо и новичка Тэя Краудера. Он сыграл во всех шестнадцати играх сезона, став одним из ключевых игроков специальных команд «Джайентс». Весной 2021 года Даунс подписал с клубом годичный контракт на 1 млн долларов. В августе, при сокращении составов перед стартом чемпионата, он был отчислен.

#### Статистика выступлений в НФЛ
| Сезон | Команда            | Игры | Захваты | Захваты | Захваты | Захваты | Захваты | Перехваты | Перехваты | Перехваты | Перехваты | Перехваты | Фамблы | Фамблы | Фамблы | Фамблы |
| Сезон | Команда            | Игры | Solo    | Ast     | Tot     | Loss    | Sk      | Int       | Yds       | Y/R       | TD        | PD        | FR     | Yds    | TD     | FF     |
| ----- | ------------------ | ---- | ------- | ------- | ------- | ------- | ------- | --------- | --------- | --------- | --------- | --------- | ------ | ------ | ------ | ------ |
| 2018  | Миннесота Вайкингс | 11   | 2       | 1       | 3       | 0       | 0,0     | 0         | 0         | 0,0       | 0         | 0         | 0      | 0      | 0      | 0      |
| 2019  | Миннесота Вайкингс | 2    | 0       | 0       | 0       | 0       | 0,0     | 0         | 0         | 0,0       | 0         | 0         | 0      | 0      | 0      | 0      |
| 2019  | Нью-Йорк Джайентс  | 7    | 0       | 1       | 1       | 0       | 0,0     | 0         | 0         | 0,0       | 0         | 0         | 0      | 0      | 0      | 0      |
| 2020  | Нью-Йорк Джайентс  | 16   | 25      | 8       | 33      | 0       | 0,0     | 0         | 0         | 0,0       | 0         | 1         | 1      | 0      | 0      | 1      |
| Всего | Всего              | 36   | 27      | 10      | 37      | 0       | 0,0     | 0         | 0         | 0,0       | 0         | 1         | 1      | 0      | 0      | 1      |